# جون فرنسيس ديلون
جون فرنسيس ديلون (بالإنجليزية: John Francis Dillon)‏ هو عسكري أمريكي، ولد في 6 مارس 1866 في بلفيو في الولايات المتحدة، وتوفي في 9 أكتوبر 1927.